# كوري إيفانز
كوري إيفانز (بالإنجليزية: Corry Evans)‏ (مواليد 30 يوليو 1990 في بلفاست - أيرلندا الشمالية) لاعب كرة قدم أيرلندي شمالي يلعب حاليا لصالح نادي الدرجة الممتازة مانشستر يونايتد الإنجليزي منذ 2005 في مركز الوسط المحوري كما يجيد اللعب في مركز قلب الدفاع.
يلعب الآن في نادى هال سيتى في دورى الدرجة الأولى الانجليزى

## روابط خارجية
- كوري إيفانز على موقع الاتحاد الدولي (مؤرشف)  (الإنجليزية)
- كوري إيفانز على موقع الاتحاد الأوربي (الإنجليزية)
- كوري إيفانز على موقع قاعدة بيانات كرة القدم.إي يو (الإنجليزية)
- كوري إيفانز على موقع ناشيونال فوتبول تيمز (الإنجليزية)
- كوري إيفانز على موقع Soccerbase.com (لاعب) (الإنجليزية)
- كوري إيفانز على موقع Soccerway.com (الإنجليزية)
- كوري إيفانز على موقع عالم كرة القدم.نت (الإنجليزية)
- كوري إيفانز على موقع كووورة
- كوري إيفانز على موقع AS.com (الإسبانية)